# Mesia
La Mesia (in latino Moesia; in greco Μοισία?, Moisía) è il nome di più province dell'Impero romano (Superior, Inferior; Prima e Secunda), a sud del limes del basso corso del Danubio, corrispondenti alle attuali Serbia e Bulgaria, oltre a parti della Macedonia del Nord settentrionale o della Dobrugia rumena. Aveva per confini meridionali i Balcani (Haemus) e i Monti Šar (Scardus, Scordus, Scodrus), a occidente il fiume Drina (Drinus), a settentrione il Danubio, e a oriente il Mar Nero. La regione fu abitata principalmente da Traci e Illirici, e prese il nome dalla tribù tracia dei Mesi.

## Statuto
Il territorio fu conquistato dal proconsole di Macedonia, Marco Licinio Crasso (il nipote del triumviro) nel 29 a.C., e organizzato in provincia negli ultimi anni di Augusto. Il primo governatore, un legatus Augusti pro praetore di rango consolare (Aulo Cecina Severo) è menzionato nel 6 d.C. da Cassio Dione.
Domiziano, probabilmente nel corso delle sue campagne daciche, la divise in Moesia Superior e Moesia Inferior (tra l'85 e l'89), corrispondenti rispettivamente alla parte occidentale e orientale. I legati, divenuti due, rimasero di rango consolare, mentre l'amministrazione fiscale venne assegnata, come già prima, ad un unico procurator Augusti. Quando Aureliano (270-275) decise di ritirarsi dalla Dacia, gli abitanti furono insediati in Moesia, e la parte centrale prese il nome di Dacia Aureliana.
Il distretto della Dardania andò a formare grazie a Diocleziano la nuova provincia di Dardania, con capitale Naissus o Nissa (la moderna Niš serba), il luogo di nascita di Costantino I nel 272.
Con la riforma dioclezianea, la Superior venne rinominata in Moesia Prima, mentre divise la Inferior in Moesia Secunda e Scythia Minor.
La Moesia Secunda incluse gran parte delle città, come Marcianopoli (Devnja), Odessus, Nicopoli all'Istro, Abrittus (Razgrad), Durostorum (Silistra), Transmarisca (Tutrakan), Sexaginta Prista (Ruse) e Novae (Svištov).
La riforma successiva di Costantino I vide dividere la Moesia Prima in Dacia ripensis, Dacia mediterranea e Dardania.

## Storia

### Prima della conquista romana
Nella prima metà del I millennio a.C. la Mesia era abitata da popolazioni di origini tracie. La loro esistenza è provata solo grazie alla moderna archeologia. A partire dal VII secolo a.C. furono installate nella Scizia minore alcune colonie greche lungo la costa del Mar Nero, portando così l'influenza greca anche nell'entroterra mesica. Lo storico greco Erodoto († 424 a.C. ca.) menziona Traci, Geti e nomadi Sciti, questi ultimi provenienti dalle steppe del Ponto fino alla foce del Danubio. I Triballi invece appaiono nell'area al tempo di Tucidide († 399 a.C.).

### Da Augusto a Tiberio (29 a.C.-37)

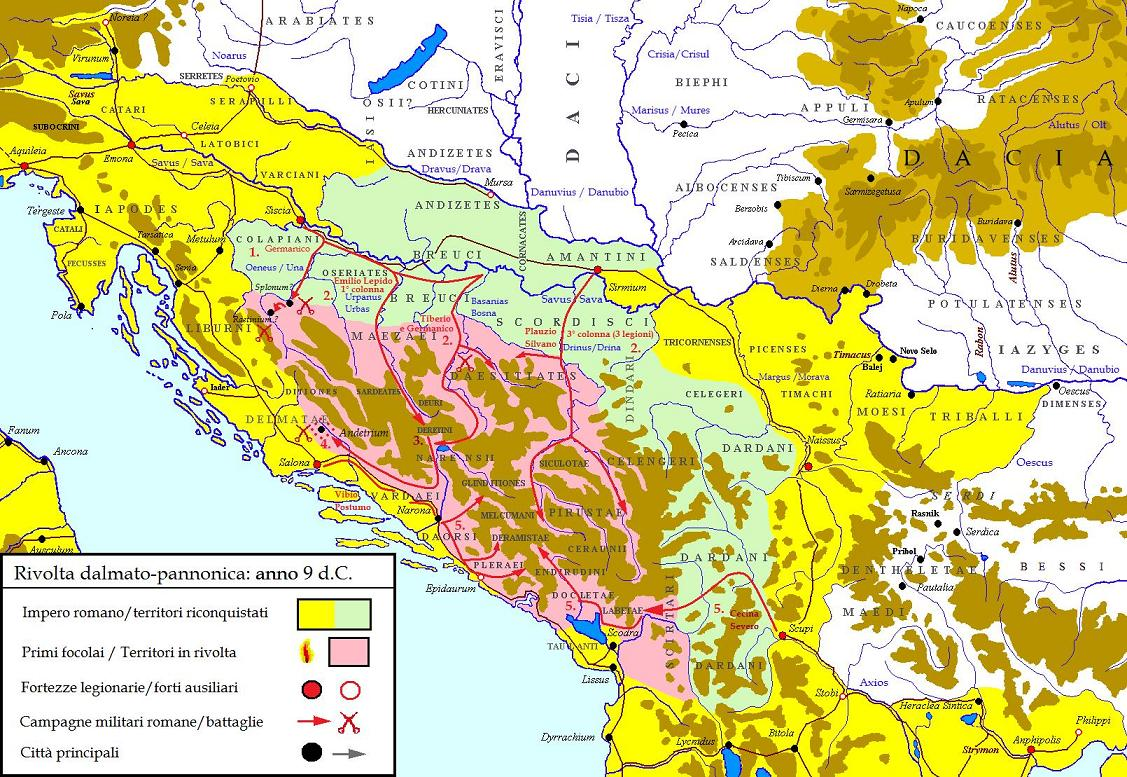
Il quarto ed ultimo anno di guerra della rivolta dalmato-pannonica del 6-9 che porto da parte di Tiberio Claudio Nerone alla riorganizzazione dell'Illyricum ed alla creazione della provincia romana di Moesia.

All'inizio del principato di Augusto, un certo Marco Licinio Crasso (console 30 a.C.), conduceva due fortunate campagne (nel 29-28 a.C.) contro le popolazioni della riva destra del Danubio: Geti, Daci, Bastarni, Mesi, Triballi e Dardani, pur non occupando la zona in modo permanente. Era l'inizio di un processo di occupazione graduale dell'area basso danubiana.
Crasso intraprese la sua prima campagna per aiutare la popolazione alleata dei Denteleti, che era stata attaccata dai Bastarni, che in precedenza avevano sottomesso anche le popolazioni limitrofe di Triballi e Mesi. Crasso partì con ogni probabilità da Eraclea Sintica, percorse la via lungo il fiume Strymon, liberando per prima cosa la città di Serdica (capitale dei Denteleti). Successivamente avanzò in direzione dei Mesi, invadendone le terre e battendoli insieme ai Bastarni del re Deldo, alla confluenza tra il fiume Ciabrus ed il Danubio, nelle vicinanze di Ratiaria. L'esito finale della campagna del 29 a.C. fu che i Bastarni furono costretti a tornare alle loro sedi originali, in Scizia, mentre i Mesi furono sottomessi.
L'anno successivo (28 a.C.) si rivolse contro le popolazioni dei Traci, che lo avevano ostacolato sulla strada del ritorno l'anno precedente, ottenendo la sottomissione di Maedi, Serdi e Bessi, non degli Odrisi che si erano subito dimostrati a lui fedeli alleati. Riuscì, infine, a battere alcune tribù geto-daciche, presso le cave di Ciris, conquistando la loro roccaforte di Genucla, in Dobrugia. Sulla strada del ritorno, divise l'esercito in due colonne: con la prima attaccò i Mesi Triballi (la cui capitale era probabilmente Oescus (oggi Gigen), con la seconda, egli stesso, batté i Mesi Artaci. Al termine di questo secondo anno di campagna è, però, poco probabile che i Mesi siano stati annessi alla provincia di Macedonia. Al contrario, le tribù della Tracia, pur rimanendo ancora indipendenti, diventarono popoli clienti di Roma. Crasso era così riuscito ad affermare il prestigio romano sull'intera regione a sud del basso Danubio.
Pur avendo ucciso in singolar tenzone il re dei Bastarni, Augusto non volle assegnare al comandante vittorioso gli spolia opima di cui, secondo la tradizione, aveva diritto e neppure il titolo di Imperator, ma solo il trionfo in qualità di vir triumphalis. Inviso all'imperatore, Augusto, la sua carriera fu in seguito poco luminosa e brillante.
Pochi anni più tardi, un certo Lucio Calpurnio Pisone (console 15 a.C.), accompagnato da un paio di legioni, era costretto ad intervenire in Tracia per reprimere una rivolta durata ben tre anni di guerre sanguinose (dal 12 al 10 a.C.), al termine delle quali si meritò gli ornamenta triumphalia. Le operazioni in Tracia costituivano il logico completamento, alle più vaste operazioni per la conquista di tutta l'area illirico-balcanica.
Tra l'1 ed il 6, in seguito alle operazioni di Tiberio nell'area illirica e dei suoi successori, veniva costituito il distretto militare di Mesia e Macedonia, presidiato da un paio di legioni (la legio IV Scythica a Scupi e la legio V Macedonica a Naissus), mentre la Tracia continuava a costituire un regno indipendente, cliente e quindi alleato del popolo romano.
Durante la grande rivolta del 6-9, nel primo anno di guerra, Batone il Pannone (della tribù dei Breuci), piombava su Sirmium e la sua guarnigione romana, ma Aulo Cecina Severo, legato di Mesia, lo sorprendeva presso il fiume Drava e lo batteva appena in tempo per scongiurare la perdita di una fortezza tanto importante per i Romani da un punto di vista strategico, non senza gravi perdite romane. E se Batone il Dalmata fosse stato così intelligente da allearsi con il suo omonimo Pannone, i due eserciti insieme avrebbero avuto la meglio sull'esercito di Mesia, che a quel tempo era composto di "sole" tre legioni, estendendo la rivolta all'intera regione balcanica. I ribelli pannoni e dalmati si unirono ed occuparono il mons Almus (il monte Fruskagora) a nord della città di Sirmio e, sebbene sconfitti in una scaramuccia dal re tracio Remetalce I, che Cecina aveva inviato contro di loro, poterono mantenere la loro posizione. Frattanto scorrerie di Daci e Sarmati (Iazigi dell'Oltenia) costrinsero Cecina a ritirarsi ed a proteggere la sua provincia di Mesia.
Al termine della rivolta, durata quasi quattro anni, l'area dell'Illyricum e balcanica era suddivisa in tre nuove province romane: di Dalmazia, di Pannonia e di Mesia, scissa ora da quella di Macedonia.

### Da Claudio a Tito (37-81)
In seguito all'annessione della Tracia da parte di Claudio nel 46, furono dislocate le prime basi legionarie sul Danubio in Mesia: a Viminacium, a Oescus ed a Novae. Lo sviluppo del limes lungo il basso Danubio, era necessario a proteggere il fianco orientale dell'Europa romana contro i continui attacchi dei vicini Daci.
Era dai tempi di Gaio Giulio Cesare, quando il re dace Burebista aveva offerto il suo appoggio a Gneo Pompeo Magno, durante il periodo della guerra civile, che questo popolo aveva costituito una costante minaccia alla sicurezza di Roma nei Balcani. Troppo spesso negli ultimi decenni i Daci, insieme agli alleati Bastarni e Sarmati Roxolani, avevano oltrepassato il Danubio, portando devastazione a sud del grande fiume. Erano loro, pertanto, l'unico grande ostacolo all'espansionismo romano di quest'area. Dovevano essere neutralizzati.
Si procedette così, durante tutta la dinastia giulio-claudia, a costruire attorno a loro una serie di alleanze filo-romane per evitare che potessero prendere contatti con le vicine genti suebe di Marcomanni e Quadi ed accrescere la loro potenza nell'area carpato-balcanica. A tal scopo fu utile l'amicizia che Roma costruì con il popolo sarmata degli Iazigi, ora migrati dall'Oltenia alla pianura ungherese e posizionati tra Danubio e Tisza.
Al contrario i "cugini" orientali degli Iazigi, i Roxolani, preferirono allearsi alle genti daciche, compiendo negli anni 67-70 una serie di pesanti incursioni e devastazioni in territorio romano, distruggendo intere coorti ausiliarie e provocando l'uccisione di un governatore provinciale. Giuseppe Flavio ricorda ad esempio che contemporaneamente alla rivolta batava del 69-70, si verificò un'invasione da parte delle popolazioni sarmatiche dei Roxolani (nel 70). Essi passarono a sud del Danubio e, giunti inaspettatamente con grande violenza sulla vicina provincia romana di Mesia, sterminarono un gran numero dei soldati disposti a difesa del confine. Lo stesso legatus Augusti pro praetore, Gaio Fonteio Agrippa, che si era fatto loro incontro attaccandoli con grande coraggio, venne ucciso. Devastarono, quindi, l'intero territorio che si apriva loro davanti, saccheggiando ovunque giungessero. Vespasiano allora, informato dell'accaduto e di quanto fosse stata devastata la Mesia, inviò a punire i Sarmati Rubrio Gallo, il quale poco dopo li affrontò in battaglia ottenendo una vittoria schiacciante e costringendo i superstiti a ritirarsi nei loro territori. Terminata l'invasione, Gallo provvide a fortificare nuovamente le frontiere provinciali, disponendo in quel settore di limes nuove guarnigioni più numerose e meglio fortificate «sì che passare il fiume era per i barbari del tutto impossibile».

### Da Domiziano a Traiano (81-117)

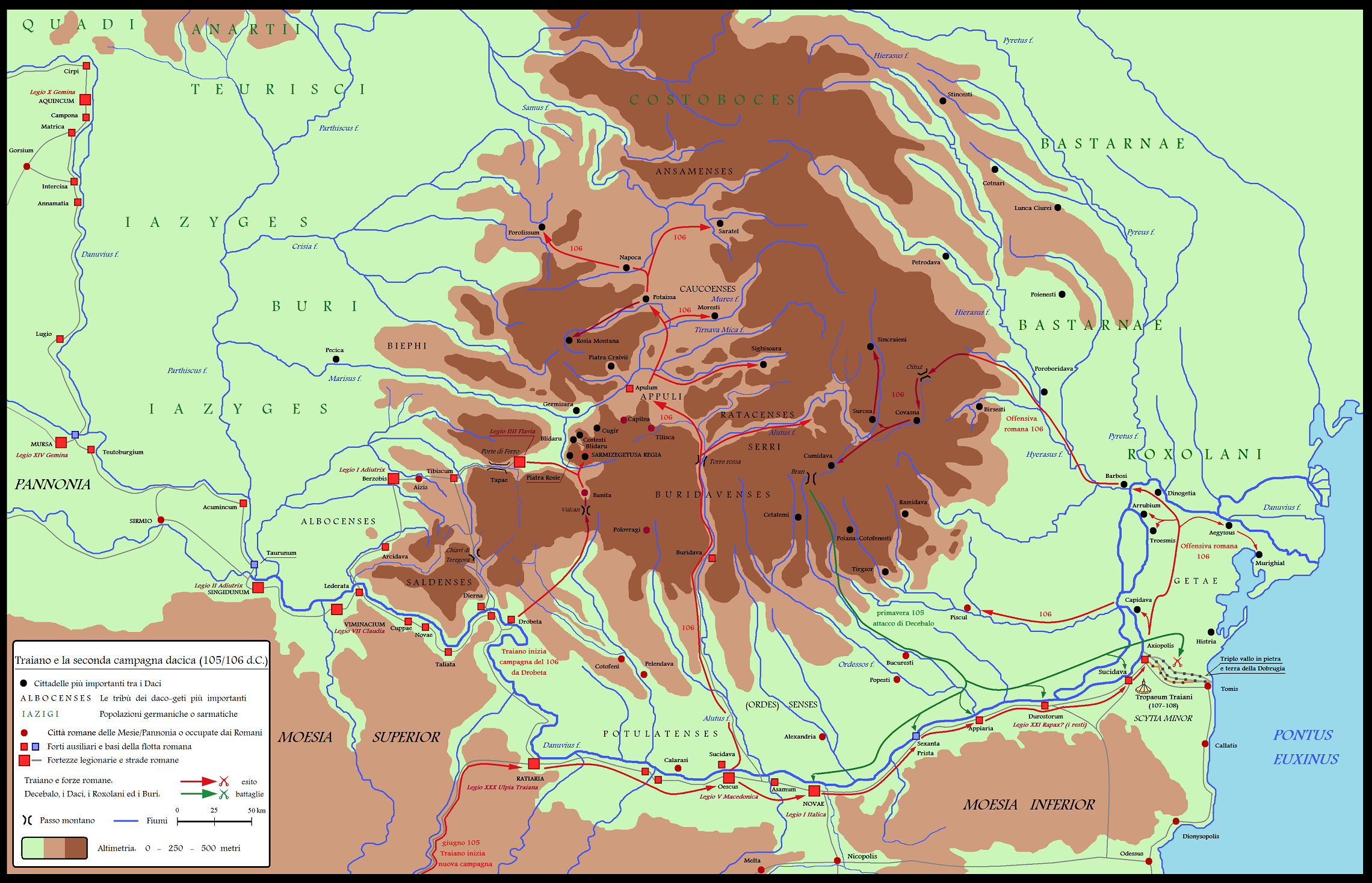
La seconda campagna in Dacia di Traiano del 105 e 106.

La grande crisi del fronte del basso Danubio scoppiò nell'85, quando i Daci, tornati uniti sotto il nuovo re, Decebalo, passarono il grande fiume distruggendo un esercito romano accorrente ed uccidendo lo stesso governatore di Mesia. La controffensiva romana non si fece attendere, portando lo stesso imperatore Domiziano lungo il fronte mesico. La guerra che ne seguì fu difficile e sanguinosa. I Romani subirono un nuovo rovescio nell'86, ma nell'88 riuscirono a battere pesantemente Decebalo a Tapae. Lo scoppio della crisi renana con i Catti dell'88, l'usurpazione di Saturnino dell'89, ed infine le successive guerre suebo-sarmatiche (degli anni 89-97) sospesero le ostilità tra Roma ed i Daci, portando Domiziano e Decebalo a trattare ed a siglare un nuovo trattato di pace.
Il fronte del basso corso del Danubio tornava tranquillo almeno fino a Traiano, la provincia di Mesia era divisa in Mesia superiore e Mesia inferiore, mentre nuovi forti furono costruiti lungo l'intero tratto del basso corso del Danubio. A queste modifiche furono aggiunti: un vallo in terra in Dobrugia (tra Axiopolis e Tomis) a protezione dell'ultimo tratto del grande fiume; ed una flotta con base principale a Sexaginta Prista, mentre non era stata ancora aperta la base di Noviodunum.
L'ascesa al trono di Traiano portò alla revoca del vecchio trattato siglato da Domiziano e Decebalo. È evidente che Traiano mirasse all'assorbimento del regno dacico (vedi oltre). È possibile che tra le due guerre daciche di Traiano (103-105) sia stato potenziato il tratto di limes in Dobrugia con l'aggiunta di un sistema più complesso di fortificazioni anche in pietra oltre al preesistente vallo in terra.
Il regno dacico cessò di esistere, a parte alcune zone rimaste libere lungo la pianura del Tibisco, del basso Marisus e del Crisul. Il cuore del vecchio regno di Decebalo fu trasformato, insieme all'Oltenia occidentale ed al Banato, nella nuova provincia di Dacia, con capitale la città di nuova fondazione di Colonia Ulpia Traiana Augusta Dacica Sarmizegetusa (probabilmente sul tracciato del vecchio campo militare di Traiano).
Al contrario, buona parte della pianura della Valacchia (con l'installazione di alcuni forti di unità ausiliarie come a Piroboridava), della Muntenia e della Moldavia furono attribuite alla provincia di Mesia inferiore (con unità ausiliarie posizionate in forti lungo i fiumi Olt, Ialomița e Siret). Ed infine le fortezze legionarie di Oescus e Ratiaria chiusero a vantaggio di due nuove fortezze, posizionate sempre lungo il Danubio ma più ad est: a Durostorum (legio XI Claudia) e a Troesmis (Legio V Macedonica).

### Da Adriano ad Aureliano (117-271)

Il limes mesico ed il Brazda lui Novac du Nord (in verde), la cui iniziale costruzione sarebbe dovuta a Costantino I, a protezione delle vicine province mesiche, sessant'anni dopo l'abbandono dei territori della provincia delle tre Dacie.

La nuova riorganizzazione della Dacia comportò, oltre all'abbandono dei territori della riva destra del Danubio lungo la pianura moldava e valacca, con l'arretramento del Limes al fiume Olt (al cosiddetto Limes Alutanus), anche la trasformazione di parte della Mesia superiore ed inferiore, da frontiera esterna in interna.
Le conseguenze furono: il potenziamento delle difese lungo il basso corso del Danubio, con la costruzione di nuovi forti ausiliari negli anni che seguirono; ed un mantenimento, seppur a ranghi ridotti, di parte dei vecchi forti compresi tra Viminacium e Novae, malgrado costituissero un tratto di frontiera ormai "cancellata" dalla recente acquisizione della provincia dacica.
Durante il periodo delle guerre marcomanniche al tempo degli Imperatori Marco Aurelio, Lucio Vero e Commodo, nel 167-168, i Sarmati Iazigi riuscirono a sfondare il limes dacico (forse insieme ad alcune tribù di Vandali), e battevano l'esercito romano accorrente lungo la frontiera occidentale della provincia della Dacia superiore, causando la morte dell'allora governatore di provincia, un certo Calpurnio Proculo. Fu per questi motivi che la legio V Macedonica, appena tornata dalle campagne orientali, veniva trasferita dalla vicina Mesia inferiore (posizionata a Troesmis, attuale Iglita), in Dacia nei pressi di Potaissa (attuale Turda). Pochi anni più tardi, nel 170, la popolazione dei Costoboci, che abitavano i territori a nord-est della Dacia romana, invasero le province occidentali di Dacia, Mesia e Tracia fino a raggiungere l'Achaia. Alcune bande furono intercettate ed annientate nei pressi di Scupi dalla Cohors II Aureliae Dardanorum.
Nel 230 la guarnigione romana del Regno del Bosforo Cimmerio, nell'attuale Crimea, fu massacrata dai Borani, mentre i Goti, che si erano spinti fino alle coste del Mar Nero, riuscirono ad occupare la città di Olbia (presso la moderna Odessa), probabilmente in mano romana dai tempi di Nerone, che era difesa dal governatore della provincia di Mesia inferiore. Quasi una decina di anni più tardi, nel 238, ad una nuova incursione dei Goti che avevano attraversato il basso corso del Danubio, sembra sia andato incontro l'imperatore Decimo Celio Calvino Balbino. Questa incursione vide i barbari saccheggiare e sterminare la popolazione di Histropolis, mentre la tribù di stirpe dacica dei Carpi, passò il Danubio più a monte, sempre lungo i confini della Mesia inferiore. Il governatore provinciale, un certo Tullio Menofilo, riuscì a trattare con i Goti offrendo loro un sussidio in cambio della restituzione dei prigionieri in precedenza catturati, mentre riuscì a respingere i Carpi, dopo aver raccolto una consistente armata.
Ancora nel 242-243, sotto il giovane Gordiano III, il prefetto del pretorio Timesiteo riuscì a battere una coalizione di Carpi, Goti e Sarmati lungo le frontiere della Mesia inferiore. Era evidente che a partire da questi anni i Goti, che si erano ormai affacciati sulle sponde del Mar Nero, compivano sempre più frequenti incursioni in territorio romano, devastando le province di Tracia e Mesia inferiore.
Ancora nel 245-247, i Carpi della Dacia libera ripresero a compiere incursioni al di là del Danubio, nel territorio della Mesia inferiore, dove né un certo Severiano, né il governatore provinciale poterono fermare gli invasori. Alla fine del primo anno di guerra, dovette intervenire lo stesso imperatore Filippo l'Arabo, il quale nel 246 riportò un grande successo contro le genti germaniche dei Quadi lungo il fronte pannonico, grazie al quale gli fu attribuito l'appellativo di "Germanicus maximus". Nel 247, l'offensiva romana riprese lungo il fronte del basso corso danubiano contro i Carpi, tanto che gli furono tributati nuovi onori e l'appellativo di "Carpicus maximus". È proprio a questo periodo che apparterrebbe l'istituzione di un comando militare generale e centralizzato per l'intera frontiera del medio e basso Danubio che avrebbe dovuto comprendere, pertanto, le province di Pannonia inferiore, Mesia superiore ed inferiore, oltre alle Tre Dacie, a Sirmio. A capo di questo distretto militare fu posto Tiberio Claudio Marino Pacaziano. Ancora nel 248 una nuova incursione di Goti, ai quali era stato rifiutato il contributo annuale promesso da Gordiano III, e di Carpi loro associati, portò ancora una volta devastazione nella provincia di Mesia inferiore.

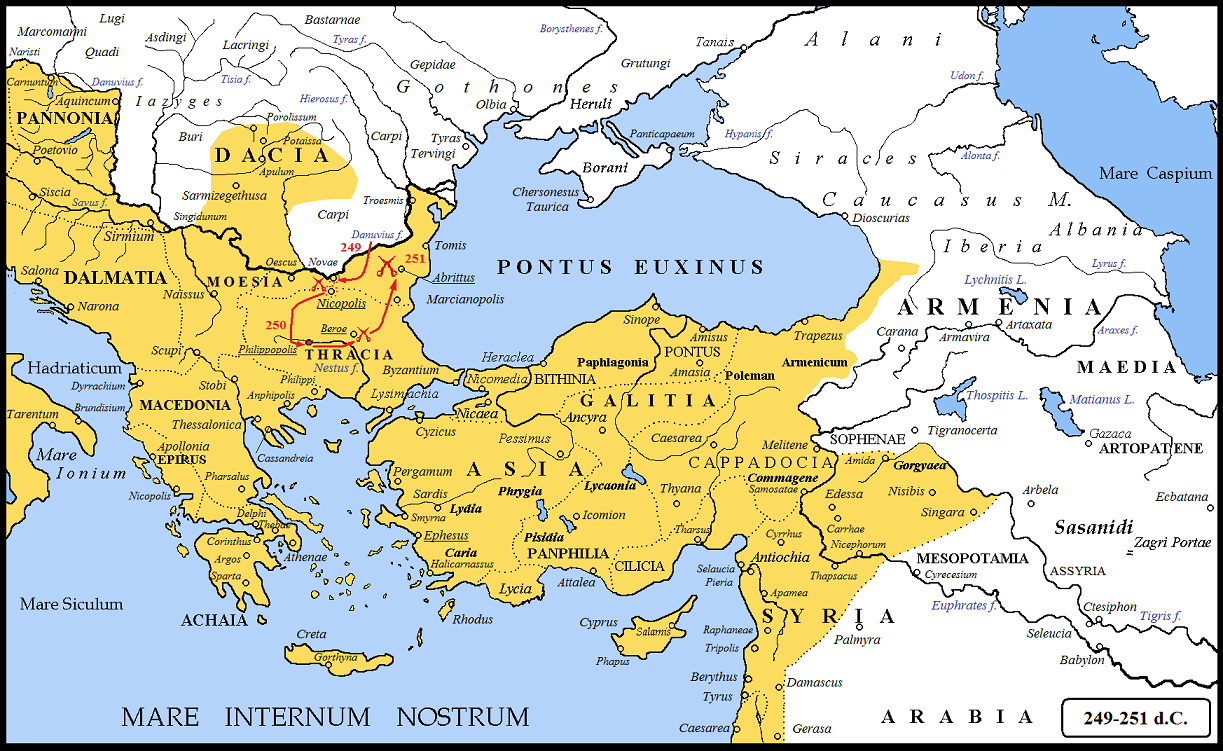
Invasioni dei Carpi e Goti di Cniva negli anni 249-251.

Una grande invasione si ebbe nel 249, quando Decio, proclamato imperatore dalle armate pannonico-mesiche, si diresse in Italia, portando con sé buona parte delle truppe di confine, e presso Verona riuscì a battere l'esercito di Filippo l'Arabo, che morì insieme a suo figlio. Ma l'aver sguarnito le difese dell'area balcanica permise, ancora una volta, a Goti e Carpi di riversarsi nelle province di Dacia, Mesia inferiore e Tracia. Sembra infatti che i Goti, una volta passato il Danubio ghiacciato, si dividessero in due colonne di marcia. La prima orda si spinse in Tracia fino a Filippopoli (l'odierna Plovdiv), dove assediarono il governatore Tito Giulio Prisco; la seconda, più numerosa (si parla di ben settantamila uomini) e comandata da Cniva, si spinse in Mesia inferiore, fino sotto le mura di Novae. L'imperatore era deciso a sbarrare la strada del ritorno ai Goti in Tracia e ad annientarli per evitare potessero ancora riunirsi e sferrare nuovi attacchi futuri, come narra Zosimo (nel 250). Lasciato Treboniano Gallo a Novae, sul Danubio, riuscì a sorprendere ed a battere Cniva mentre questi stava ancora assediando la città mesica di Nicopoli. Le orde barbariche riuscirono però ad allontanarsi e, dopo aver attraversato tutta la Penisola balcanica, attaccarono la città di Filippopoli. Decio, deciso ad inseguirli, subì però una cocente sconfitta presso Beroe Augusta Traiana (l'attuale Stara Zagora). L'anno successivo, fu decisivo per le sorti della guerra in atto. Al principio dell'anno (251) i Goti, che avevano trascorso l'inverno in territorio romano, in seguito a questa sconfitta offrirono la restituzione del bottino e dei prigionieri a condizione di potersi ritirare indisturbati. Ma Decio, che aveva ormai deciso di distruggere quest'orda di barbari, preferì rifiutare le proposte di Cniva e sul cammino del ritorno dispose le sue armate ed impegnò il nemico a battaglia nei pressi di Abrittus, in Dobrugia. Qui i Goti, pur stremati, riuscirono a infliggere una cocente sconfitta all'esercito romano (luglio del 251), uccidendo persino l'imperatore ed il figlio maggiore, Erennio Etrusco. Era la prima volta che un imperatore romano cadeva in battaglia contro un nemico straniero. Questa la tragica narrazione degli eventi di Giordane:
(Giordane, De origine actibusque Getarum, XVIII, 3.)
Verso al fine del 267 e gli inizi del 268 una nuova ed immensa invasione da parte dei Goti, unitamente a Peucini, agli "ultimi arrivati" nella regione dell'attuale mar d'Azov, gli Eruli, ed a numerosi altri popoli prese corpo dalla foce del fiume Tyras (presso l'omonima città) e diede inizio alla più sorprendente invasione di questo terzo secolo, che sconvolse le coste e l'entroterra delle province romane di Asia Minore, Tracia e Acaia affacciate sul Ponto Eusino e sul Mare Egeo.

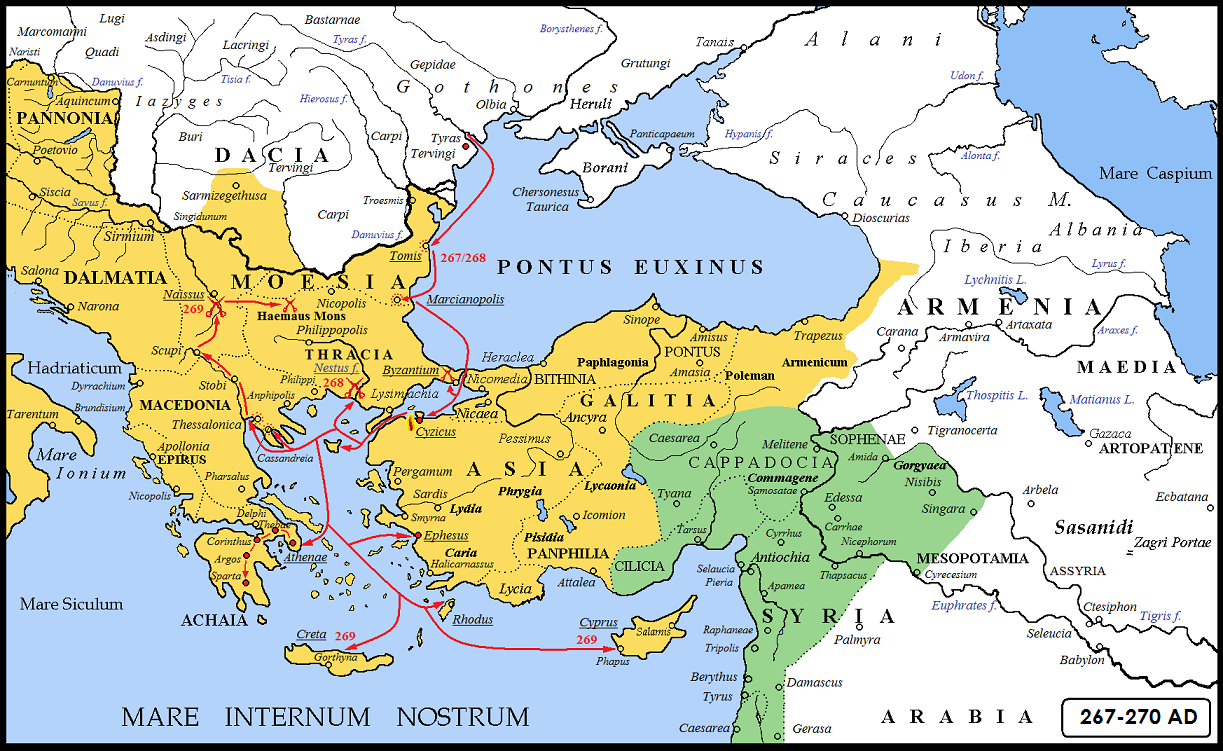
L'invasione delle genti gotiche del 267/268-270 durante i regni di Gallieno e Claudio il Gotico. In colore verde il regno di Palmira della regina Zenobia e Vaballato.

Sembra che i barbari diedero per prima cosa l'assalto alla città di Tomi, ma furono respinti. Proseguirono invadendo la Mesia e la Tracia fino a raggiungere Marcianopoli. Dopo aver fallito anche questo secondo obbiettivo, continuarono la loro navigazione verso sud, ma arrivati negli stretti della Propontide subirono numerose perdite a causa di una violenta tempesta che si era abbattuta su di loro. L'invasione si concluse nel 269, quando agli inizi di quest'anno, dopo che per alcuni mesi i Goti erano stati tenuti a bada dalle armate romane di Marciano, il nuovo imperatore Claudio II riuscì a raggiungere il teatro degli scontri ed a riportare una vittoria decisiva su queste genti nella battaglia di Naisso, dove si racconta che persero la vita ben cinquantamila barbari. I Germani erano arrivati nel cuore della Mesia percorrendo la strada che da Tessalonica conduce a Scupi e poi verso nord, dopo aver devastato i territori attorno a Pelagonia (l'attuale Bitola). La morte prematura di Claudio nel 270, costrinse Aureliano a concludere rapidamente la guerra contro i Goti in Tracia e nelle Mesie, ponendo fine agli assedi di Anchialus (nei pressi della moderna Pomorie, lungo le coste bulgare del Mar Nero) e di Nicopolis ad Istrum.
I continui e sempre più frequenti attacchi dei Goti (in particolare, della tribù dei Tervingi), unitamente a Carpi e Sarmati Iazigi della piana del Tibisco, contro il "saliente" romano della provincia di Dacia provocarono nel 271-273 l'abbandono definitivo di tutti i territori d'oltre Danubio da parte dell'Imperatore Aureliano, il quale aveva dovuto combattere duramente in Occidente contro l'Impero delle Gallie, ed in Oriente contro il Regno di Palmira.
Sgombrando, così, l'area a nord del Danubio, Aureliano decise di formare tuttavia una nuova provincia di Dacia a sud del corso del grande fiume, scorporando due nuove regioni dalla Mesia inferiore: la "Dacia Ripense" e la "Dacia Mediterranea".
Le conseguenze dell'abbandono romano del bacino carpatico generò non solo nuove tensioni tra Goti e Gepidi ad oriente e Iazigi ad occidente, a causa del contatto tra le varie tribù, ma permise anche di rafforzare le frontiere del medio-basso corso del Danubio con il ritiro di due intere legioni (legio V Macedonica e legio XIII Gemina, posizionate ora ad Oescus e Ratiaria) ed un consistente numero di unità ausiliarie, per un totale complessivo di oltre quarantacinquemila armati.
L'abbandono della Dacia Traiana dei romani è menzionato dalla Historia Augusta e da Eutropio nel suo Breviarium, libro IX:
(Eutropio, Breviarium, libro IX.)

### Da Diocleziano alla caduta dell'impero romano d'Occidente (284-476)
L'abbandono definitivo della Dacia da parte di Aureliano nel 271-273 cambiò nuovamente i progetti di questo tratto di limes, spostando ancora una volta la frontiera al Danubio e ripotenziando nuovamente il fronte che da Viminacium congiunge Novae.
Con la salita al trono di Diocleziano nel 284 l'esercito e le frontiere subirono un forte e rinnovato programma di riforma strategico-militare, per interrompere un processo, ormai avviato da almeno un cinquantennio, di disgregazione degli equilibri interni ed esterni all'impero romano. I forti esistenti furono rimodellati con torri aggettanti, porte strette, mentre se ne costruivano di nuovi infittendo le linee difensive. Teste di ponte erano, infine, costruite o ricostruite lungo la riva sinistra del Danubio.
Sappiamo che a Diocleziano toccò respingere nuove invasioni germano-sarmatiche sia in Mesia sia in Pannonia nel 285, ancora una volta favorite dall'aver sguarnito le frontiere del medio-basso tratto danubiano a causa della recente guerra civile contro Marco Aurelio Carino. In seguito a tali successi ricevette l'appellativo di "Germanicus maximus" e "Sarmaticus maximus", avendo battuto in modo decisivo Quadi e Iazigi. E ancora quindici anni più tardi, nel 299, Diocleziano ed il Cesare Galerio, una volta terminate le operazioni in Oriente si concentrarono nel difendere i confini danubiani della Mesia inferiore, conducendo una campagna contro Carpi, Bastarni e Sarmati (presumibilmente si trattava dei Roxolani). Una grande quantità di persone appartenenti a questi popoli fu fatta prigionieri e trasferita all'interno delle frontiere imperiali (nella Pannonia a nord del fiume Drava, come sembra suggerire Ammiano Marcellino).

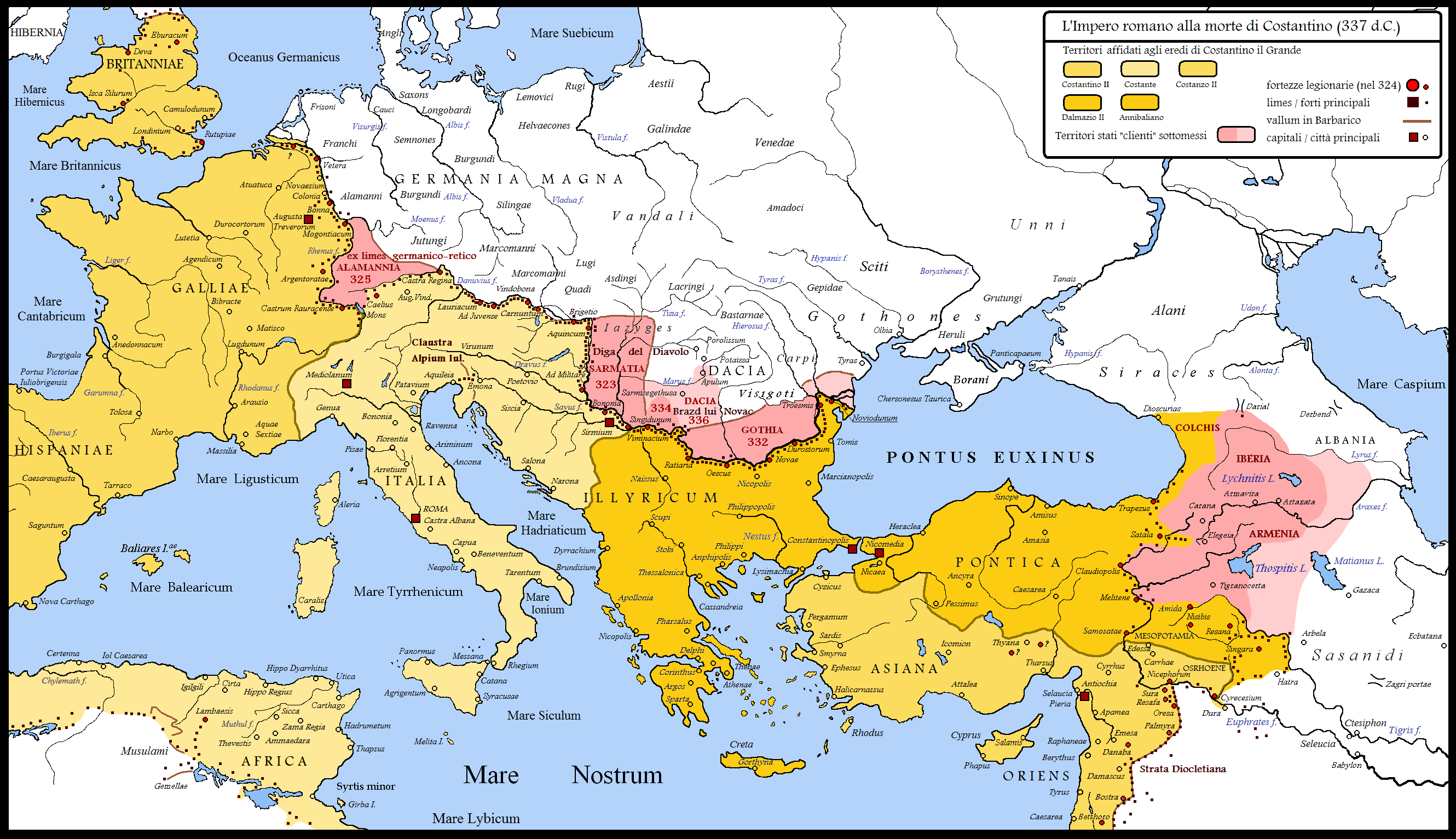
Il limes del "basso"-Danubio, al centro del sistema difensivo imperiale settentrionale, tra Reno ed Oriente, al tempo di Costantino, con i territori acquisiti nel corso del trentennio di campagne militari (dal 306 al 337).

Nel 323 fu l'Imperatore Costantino I a bloccare una nuova invasione di Goti, i quali sotto il comando di un certo Rausimodo, avevano deciso di attraversare l'Istro, nel tentativo di devastare i territori romani della Mesia inferiore e Tracia. Costantino, informato di ciò, lasciò il suo quartier generale di Tessalonica e si apprestò a marciare contro di loro. I barbari saputo dell'arrivo dell'augusto decisero di ritirarsi in Valacchia, ma Costantino attraversato anch'egli l'Istro, raggiunse l'invasore goto e nella battaglia che ne seguì, fece grande strage degli stessi, riuscendo ad uccidere lo stesso Rausimodo. I barbari furono così costrette a chiedere la pace, e Costantino, che aveva però sconfinato, attaccando il nemico nella parte d'impero romano non di sua competenza (si trattava della Mesia), ed appartenente all'altro augusto, Licinio, scatenò così una nuova guerra civile tra i due.
La fine della guerra civile che ne seguì portò alla sconfitta definitiva di Licinio ed alla consacrazione di Costantino quale unico Augusto (324). Egli, memore delle recenti guerre contro i Goti, decise di costruire alcuni ponti di pietra, al fine di incutere timore nelle popolazioni barbare a nord delle province danubiane: il primo tra Oescus ed il nuovo forte di Sucidava (posto sulla sponda nord del Danubio, quale testa di ponte), un secondo tra Transmarisca ed il forte di Daphne (anche quest'ultimo, testa di ponte a nord dell'Istro). Non possiamo, però, escludere che la costruzione di queste nuove fortificazioni siano da mettere in relazione con le successive campagne gotiche degli anni 326-329.
Negli anni successivi (a partire dal 329), sempre lungo il fronte del basso Danubio, i Goti tornarono ad agitarsi, riuscendo ancora una volta a penetrare fino in Mesia inferiore ed in Tracia, dove portarono devastazione; ma anche questa volta Costantino riuscì a respingere le orde barbariche, per poi penetrare nei loro territori dopo aver costruito un nuovo ponte in pietra nella regione della Scizia, come ci ricorda la titolatura di questi anni e gli Annales Valesiani, secondo la quale ricevette per la quarta volta, il titolo vittorioso di Germanicus maximus, e per la prima volta quello di Gothicus maximus.
E proprio in seguito a questi eventi l'imperatore Costantino I potrebbe aver dato inizio alla costruzione del nuovo tratto di limes, il cosiddetto Brazda lui Novac du Nord, che correva parallelo ed a settentrione del basso corso del Danubio, da Drobeta alla pianura della Valacchia orientale fino al fiume Siret, inglobandone i nuovi territori "riconquistati". Non a caso lo stesso Aurelio Vittore racconta che fu costruito un ponte sul Danubio (riferendosi a quello del 328), oltre a numerosi forti e fortini in diverse località, a protezione dei confini imperiali. Si trattava di tutta una serie di terrapieni al di là del Danubio, in Oltenia e nella pianura valacca, per allentare la pressione sulla frontiera stessa. Questo sistema di fortificazioni, lungo 300 km e costruito tra il 330 ed il 340, viene oggi comunemente chiamato: "Brazda lui Novac du Nord".
Al termine di questo periodo di guerre, nel 336, Costantino, che tanto tempo aveva impiegato per riunificare l'Impero sotto la guida di un unico sovrano, decise di dividerlo nuovamente in quattro parti principali (ed una secondaria, affidata al nipote Annibaliano), lasciando ai figli, Costantino II, la parte più occidentale (dalla Britannia, alla Gallia, fino alla Hispania), a Costante I quella centrale (Rezia, Norico, Pannonie, Italia e passi alpini, oltre all'Africa), a Costanzo II (l'Asiana, l'Oriente e l'Egitto), mentre al nipote Dalmazio, il "cuore" del nuovo impero (Dacia, Tracia, Macedonia) con la capitale Costantinopoli, per evitare che i figli potessero poi contendersela in una nuova guerra civile. In pratica egli ricostituiva una nuova forma di Tetrarchia, che però durò poco meno di sei mesi, poiché, morto Costantino (22 maggio del 337), Dalmazio fu assassinato e l'Impero rimase diviso ora in tre parti.
Il secolo successivo vide la Mesia subire ripetuti attacchi fino all'invasione degli Unni di Attila nel 447. Ad esempio nel 357, la consueta coalizione tra Marcomanni e Quadi, cui si erano uniti anche i Sarmati Iazigi, tornò ad agitarsi sul Danubio, invadendo e saccheggiando Rezia, Pannonia e Mesia superiore. Nel 374 i Quadi ripresero a compiere nuove scorrerie in Pannonia (forse già dalla fine del 373), insieme alla vicina tribù sarmatica degli Iazigi, che riuscì nell'impresa di battere due intere legioni (la legio Pannonica e la legio Moesiaca). Fu solo grazie all'intervento del futuro imperatore Teodosio I, allora governatore della Mesia I, che questa invasione fu fermata.
Pochi anni più tardi si ebbe un'invasione epocale per la Mesia e la vicina Tracia. Nel 376, infatti, Roma fu costretta ad accogliere duecentomila Visigoti, che premevano lungo i confini tra le foci del Danubio, la Mesia II e la Tracia. La gestione di questo trattato (foedus) fu gestita però in modo estremamente negativo. Il trattato di pace prevedeva per i Goti, la consegna delle loro armi e dei loro giovani figli come ostaggi, senza però assicurar loro un adeguato approvvigionamento alimentare, tanto che la fame e gli stenti spinsero alla rivolta, guidati da Fritigerno. A loro si unirono agli Ostrogoti che avevano a loro volta passato il Danubio ed insieme riuscirono a battere un esercito romano accorrente nei pressi di Marcianopoli. E se in un primo momento le popolazioni gotiche furono respinte dalla provincia di Tracia da alcuni generali di Valente, fino verso la Dobrugia, nel 378, i Goti reagirono, dilagando fino a sud dei Balcani insieme ad alcuni corpi degli stessi Unni. Riuscì però a fermarli il magister peditum Sebastiano, il quale ne rallentò provvisoriamente le loro incursioni. Poco dopo mosse contro le orde barbariche lo stesso imperatore Valente, il quale nella successiva battaglia di Adrianopoli, subì non solo una disastrosa sconfitta, ma cadde egli stesso sul campo di battaglia. I Visigoti rimasero in Mesia, compiendo ripetute razzie nelle regioni circostanti. L'imperatore Graziano richiamò, allora, Teodosio il giovane al quale affidò l'incarico di respingere nuove incursioni di Sarmati Iazigi in Pannonia e nominandolo magister militum.
Successivamente nel VI secolo furono Slavi, Proto-bulgari ed Avari, a sostituirsi a Goti ed Unni, premendo lungo la bassa frontiera danubiana. La sua vicinanza alla capitale dell'impero bizantino, Costantinopoli, ne preservò ancora per qualche secolo le sue frontiere.

## Esercito e difesa
In quanto provincia di frontiera, la Mesia fu munita di una gran quantità di fortezze situate lungo il Danubio, e in particolar modo venne eretto un vallo fra Axiopolis e Tomi, a protezione delle scorrerie di Sciti e Sarmati. Il presidio militare in Moesia era costituito dalle legioni I Italica e XI Claudia.
Nell'era tardo antica, dalla notitia dignitatum (395 d.C.), sappiamo che in Scizia erano presenti la I Iovia e la II Herculia.

### Legioni e fortezze
Vale la pena ricordare che nelle due province di Mesia superiore e Mesia inferiore ci furono numerose fortezze legionarie a seconda del periodo considerato. Diminuirono durante l'occupazione della vicina Dacia nel periodo che va dal 106 (al termine della conquista di Traiano) al 274 ca. (anno dell'abbandono definitivo di Aureliano). Aumentarono invece a partire da Diocleziano.

### Auxilia, forti e fortini
Vi erano poi oltre numerose di unità ausiliarie a difesa dei confini e delle principali strade che conducevano all'interno (da castelli ausiliari a turris e burgi). Sappiamo da tutta una serie di iscrizioni epigrafiche che c'erano:
nel 74
in Mesia: 8 cohortes di fanteria (o miste), i cui nomi erano:
- I Bracaraugustanorum, I Sugambrorum tironum, II Chalcidenorum, IIII Hispanorum, [I] Ubiorum, [I] Tyriorum e [I] Cilicum.

nel 77
in Mesia: 8 cohortes di fanteria (o miste), i cui nomi erano:
- I Cantabrorum, I Thracum Syriaca, I Sugambrorum tironum, II Lucensium, III Gallorum, VIII Gallorum, [I] Cilicum e [II] Mattiacorum.

nell'82
in Mesia: 5 Alae di cavalleria e 9 cohortes di fanteria (o miste), i cui nomi erano:
- per le ali: I Flavia Gemina, I Cannenefatium, II Flavia Gemina, Scubulorum e Picentiana;
- per le coorti: I Germanorum, I Aquitanorum, I Asturum, I Thracum, II Raetorum, II Aquitanorum, III Aquitanorum, IIII Aquitanorum e VII Raetorum.

nel 94
- in Mesia superiore:[78] 3 Alae di cavalleria e 9 cohortes di fanteria (o miste), i cui nomi erano:
  - per le ali: II Pannoniorum, Claudia nova e Praetoria singularium;
  - per le coorti: I Cilicum, I Cisipadensium, I Cretum, I Flavia Hispanorum milliaria, I Antiochensium, II Gallorum Macedonica, IIII Raetorum, V Gallorum e V Hispanorum.

nel 99
- in Mesia inferiore:[79] 3 Alae di cavalleria e 6 cohortes di fanteria (o miste), i cui nomi erano:
  - per le ali: Gallorum Flaviana, I Pannoniorum e II Hispanorum et Arvacorum;
  - per le coorti: I Sugambrorum veterana, I Bracaraugustanorum, I Hispanorum veterana, II Mattiacorum, II Gallorum e I Ubiorum.

ancora nel 99, Traiano operò una redistribuzione di forze ausiliarie lungo il limes danubiano in vista dell'imminente conquista della Dacia:
- in Mesia inferiore:[80] 3 Alae di cavalleria e 7 cohortes di fanteria (o miste), i cui nomi erano:
  - per le ali: I Asturum, I Flavia Gaetulorum e I Vespasiana Dardanorum;
  - per le coorti: I Lepidiana civium Romanorum, I Tyriorum, I Lusitanorum Cyrenaica, II Flavia Brittonum, II Chalcidenorum, III Gallorum e VII Gallorum.

nel 100
- in Mesia superiore:[81] 3 Alae di cavalleria e 20 cohortes di fanteria (o miste), i cui nomi erano:
  - per le ali: I Claudia nova, II Pannoniorum e I Flavia Bessorum;
  - per le coorti: I Thracum civium Romanorum, I Flavia Hispanorum milliaria, I Antiochensium, I Lusitanorum, I Montanorum civium Romanorum, I Cisipadensium, I Cretum, I Vindelicorum milliaria civium Romanorum, I Thracum Syriaca, I Cilicum, II Hispanorum, II Gallorum Macedonica, II Brittonum milliaria civium Romanorum Pia Fidelis, II Flavia Commagenorum, III Brittonum, IIII Raetorum, V Gallorum, V Hispanorum, VI Thracum e VII Breucorum civium Romanorum.

nel 105
- in Mesia inferiore:[82] 3 Alae di cavalleria e 7 cohortes di fanteria (o miste), i cui nomi erano:
  - per le ali: I Flavia Gaetulorum, I Asturum e II Hispanorum et Arvacorum;
  - per le coorti: I Lepidiana civium Romanorum, I Bracaraugustanorum, I Sugambrorum tironum, II Mattiacorum, II Chalcidenorum, II Flavia Brittonum e I Ubiorum.[83]

nel 115
- in Mesia superiore:[84] 1 Ala di cavalleria e 8 cohortes di fanteria (o miste), i cui nomi erano:
  - per le ali: Ala Praetoria singularium;
  - per le coorti: I Thracum Syriaca, I Montanorum, I Cilicum, I Cisipadensium, III Augusta Nerviana Pacensi, IIII Raetorum, V Hispanorum e VII Breucorum.

nel 116
- in Mesia inferiore (durante le campagne partiche di Traiano):[85] 2 Alae di cavalleria e 5 cohortes di fanteria (o miste), i cui nomi erano:
  - per le ali: II Hispanorum et Aravacorum e I Gallorum Atectorigiana;
  - per le coorti: I Tyriorum sagittariorum, I milliaria Brittonum, I Sugambrorum tironum, II Flavia Bessorum e II Flavia Numidarum.

nel 134
- in Mesia inferiore:[86] 2 Alae di cavalleria e 5 cohortes di fanteria (o miste), i cui nomi erano:
  - per le ali: I Gallorum et Pannoniorum e I Vespasiana Dardanorum;
  - per le coorti: I Cilicum, I Bracaraugustanorum, II Mattiacorum, I Claudia Sugambrorum, II Chalcidenorum.

nel 157
- in Mesia inferiore:[87] 5 Alae di cavalleria e 11 cohortes di fanteria (o miste), i cui nomi erano:
  - per le ali: I Gallorum et Pannoniorum, I Gallorum Atectorigiana, II Hispanorum Arvacorum, I Vespasina Dardanorum e I Flavia Gaetulorum;
  - per le coorti: I Bracarorum, I Flavia Numidarum, II Flavia Brittonum, I Claudia Sugambrorum veterana, II Chalcidenorum sagittariorum, I Cilicum sagittariorum, I Thracum Syriaca, I Germanorum, II Bracaraugustanorum, Lusitanorum Cyrenaica e I Cisipadensium.

nel 160
- in Mesia superiore:[88] 2 Alae di cavalleria e 10 cohortes di fanteria (o miste), i cui nomi erano:
  - per le ali: I Claudia nova miscellanea e I Gallorum Flaviana;
  - per le coorti: V Gallorum, V Hispanorum, I Montanorum, I Antiochensium, I Cretum, III Campestris, II Gallorum, III Brittonum, I Lusitanorum e I Pannoniorum.

#### Limesdella Mesia superiore
Di questo tratto di limes sappiamo che in alcuni periodi del I e II secolo, il tratto più occidentale fu in particolari momenti aggregato alla confinante Pannonia inferior, in altri rimase amministrato militarmente dalla Moesia superior.
Qui di seguito la legenda ed un elenco dettagliato delle postazioni militari di questo tratto di limes:
- legio=legione romana
- coh.=coorte
- mill.=milliaria (composta da 1 000 uomini)
- eq.=coorte equitata
- ala=unità di cavalleria
- vexill=vexillationes
- c.R.=civium Romanorum

| Forte/burgus lungo il limes          | località antica | località moderna           | dal             | al                                 | Misure                  | Unità ausiliarie presenti in differenti periodi | Mappe/foto |
| ------------------------------------ | --------------- | -------------------------- | --------------- | ---------------------------------- | ----------------------- | --- | ---------- |
| fortezza legionaria                  | Singidunum      | Belgrado                   | 86              | 441                                | 18 ha                   | Legio IV Flavia Felix |            |
| Burgus                               | Octavum         | Višnjica                   |                 |                                    |                         | |            |
| forte ausiliario                     | Tricornium      | Ritopek                    | Traiano/Adriano | V secolo?                          | 1,3 ha                  | Coh.I Pannoniorum vexill. Legio IIII Flavia Felix vexill. Legio VII Claudia                                                                                         |            |
| forte ausiliario                     |                 | Stojnik                    | Commodo?        |                                    |                         | Coh.II Aurelia nova mil.eq. c.R. |            |
| forte alare                          | Aureus Mons     | Złotoryja                  |                 |                                    | 3,2 ha                  | |            |
| forte ausiliario                     | Margum          | Dubravica-Smederevo-Orašje |                 |                                    |                         | vexill. Legio IV Flavia Felix |            |
| fortezza legionaria                  | Viminacium      | Kostolac                   | 46              | 441                                | 17,1 ha                 | coh.VI e VII Breucorum legio VII Claudia vexill. Legio IIII Flavia Felix                                                                                            |            |
| forte ausiliario                     | Lederata        | Rama                       | 100 ca.         | V secolo                           |                         | vexill. Legio VII Claudia |            |
| forte ausiliario                     |                 | Pojajena                   |                 |                                    |                         | vexill. Legio VII Claudia vexill. Legio IV Flavia Felix Coh.V Gallorum Ala Frontoniana                                                                              |            |
| forte ausiliario                     | Cuppae          | Golubac                    |                 |                                    | 2,9 ha                  | Coh. I Flavia Hispanorum mil. Coh. V (Gallorum?) Coh. III Campestris (?)                                                                                            |            |
| forte ausiliario                     | Novae           | Čezava                     | Vespasiano?     | Adriano?                           | 2,1 ha                  | |            |
| forte ausiliario                     | Drobeta         | Turnu Severin              | 86/89 (legione) | dal 106 (auxilia) fino al V secolo | 1,67 ha                 | Legio XIII Gemina Legio V Macedonica Legio VII Claudia Coh. I sagittariorum c.R. eq. mill. Coh. I Cretum Coh. II Hispaniorum Coh. III Brittonum Coh. III Campestris |            |
| forte ausiliario                     | Egeta           | Brza Palanka               |                 |                                    | 2,8 ha                  | vexill. Legio VII Claudia Coh. I Cretum |            |
| forte ausiliario                     | Dorticum        |                            |                 |                                    |                         | |            |
| fortezza legionaria forte ausiliario | Ratiaria        | Archar                     | 71              | V secolo                           | 3,5 ha (forte auxiliae) | Legio V Macedonica Legio VII Claudia Legio XIII Gemina Coh. I Cretum                                                                                                |            |

#### Limesdella Mesia inferiore
Qui di seguito trovate alcuni dei forti ausiliari e legionari del limes moesicus inferior
- legio=legione romana
- coh.=coorte
- mill.=milliaria (composta da 1 000 uomini)
- eq.=coorte equitata
- ala=unità di cavalleria
- vexill=vexillationes
- c.R.=civium Romanorum

| Forte/burgus lungo il limes                                  | località antica        | località moderna          | dal             | al               | Misure                    | Unità ausiliarie presenti in differenti periodi | Mappe/foto |
| ------------------------------------------------------------ | ---------------------- | ------------------------- | --------------- | ---------------- | ------------------------- | --- | ---------- |
| forte ausiliario                                             | Cebro                  | ?                         |                 |                  |                           | |            |
| forte ausiliario                                             | Augusta                | Harlec                    |                 |                  |                           | |            |
| fortezza legionaria e forte ausiliario                       | Oescus                 | Gigen (Pleven)            | 6               | V secolo         | 3,2 ha (forte ausiliario) | legio I Italica legio V Macedonica legio XI Claudia Coh. II Flavia Brittonum |            |
| forte ausiliario                                             | Sucidava               | Cartierul Celei (Corabia) | Traiano         | VI secolo        |                           | vexill. legio IV Flavia Felix vexill. legio V Macedonica vexill. legio VII Claudia vexill. legio X Gemina vexill. legio XIII Gemina Coh. I Cretum Coh. III Alpinorum Dardanorum Cuneus aequitum Dalmatarum Equites numeri Constantinorum |            |
| forte ausiliario                                             | Asamum                 | ?                         |                 |                  |                           | |            |
| fortezza legionaria e forte ausiliario                       | Novae                  | Svištov                   | 46              | 430 ca.          | 17,9 ha                   | legio VIII Augusta (46-68); vexill. legio XI Claudia (68-70?); legio I Italica (70-430 ca.). |            |
| forte ausiliario base classis Moesica                        | Sexaginta Prista       | Ruse-Russe                | Vespasiano      | V secolo         |                           | Coh. II Flavia Brittonum Coh. II Mattiacorum Coh. III Mattiacorum vexill. legio I Italica vexill. legio V Macedonica vexill. legio XI Claudia                                                                                            |            |
| forte ausiliario                                             | Appiaria               | Ryahovo                   |                 |                  |                           | Ala Atectorigiana Cof. I mill. Batavorum vexill. legio XI Claudia |            |
| forte ausiliario                                             | Transmarisca           | Tutrakan                  |                 |                  |                           | Coh. I Thracum Syriaca |            |
| fortezza legionaria                                          | Durostorum             | Silistra                  | 107             | V secolo         | 22,2 ha                   | legio XI Claudia legio VII Claudia legio I Italica |            |
| forte ausiliario                                             | Altenum?               | Oltina                    | Traiano         | IV secolo        | 2,0 ha                    | Ala II Gallorum Flaviana Classis Moesica |            |
| forte ausiliario                                             | Sacidava               | Rasova                    | inizi II secolo | inizi VII secolo | ? ha                      | Coh. equitata I Ciclicum milliaria Coh. I Aquitanorum Coh. IV Gallorum Vexillationes legio V Macedonica |            |
| forte ausiliario                                             | Tropaeum Traiani       | Adamclisi                 |                 |                  |                           | Coh. I Cilicum vexill. legio I Italica vexill. legio V Macedonica vexill. legio XI Claudia |            |
| forte ausiliario                                             | Castellum Cilicum      | ?                         |                 |                  |                           | |            |
| base della Classis Moesica                                   | Axiopolis              | Cernavodă                 |                 |                  |                           | vexill. legio XI Claudia |            |
| forte ausiliario                                             | Capidava               | Crucea                    |                 |                  | 1,3 ha                    | Coh. I Germanorum vexill. legio V Macedonica legio I Iovia |            |
| forte ausiliario e sede della Classis Moesica                | Carsium                | Hârșova                   | Traiano         | V secolo         |                           | Ala Gallorum Flaviana Ala II Hispanorum et Arvacorum vexill. legio I Italica legio I Iovia |            |
| forte ausiliario                                             | Civis                  | ?                         |                 |                  |                           | |            |
| forte ausiliario                                             | Libidia                | ?                         |                 |                  |                           | |            |
| fortezza legionaria, forte ausiliario e sede Classis Moesica | Troesmis               | Balta Iglita              | Traiano         | 167-168          |                           | legio V Macedonica vexill. legio I Italica Ala I Pannoniorum legio II Herculia |            |
| forte ausiliario                                             | Arrubium               | Măcin                     |                 |                  |                           | Ala I Dardanorum Ala II Arvacorum vexill. legio V Macedonica |            |
| forte ausiliario e sede Classis Moesica                      | Dinogetia              | Garvan                    |                 |                  |                           | Coh. I Cilicum Coh. II Mattiacorum vexill. legio I Italica vexill. legio V Macedonica legio I Iovia |            |
| forte ausiliario base classis Moesica                        | Noviodunum             | Isaccea                   | Traiano         | IV secolo?       |                           | vexill. legio I Italica vexill. legio V Macedonica legio I Iovia |            |
| forte ausiliario base classis Moesica                        | Aegyssus               | Tulcea                    | II secolo       | IV secolo        |                           | vexill. legio V Macedonica legio I Iovia |            |
| forte ausiliario                                             | Salsovia               | Mahmudia                  | Traiano?        | IV secolo        |                           | vexill. legio I Italica |            |
| forte ausiliario base classis Moesica                        | Halmyris               | Murighiol                 |                 |                  | 2,6 ha                    | vexill. legio I Italica vexill. legio XI Claudia |            |
| forte ausiliario                                             | Ad Stoma               | Enisala                   |                 |                  |                           | |            |
| guarnigione cittadina                                        | Histria / Histriopolis | Istria                    |                 |                  |                           | Ala II Arabacorum Ala XII Catafractariorum |            |
| guarnigione cittadina                                        | Tomis                  | Costanza                  | Vespasiano?     |                  |                           | Ala Atectorum Ala I [Flavia?] Pannoniorum Coh. I Cilicum Coh. I Thracum Coh. VII Gallorum vexill. legio V Macedonica vexill. legio XI Claudia                                                                                            |            |
| forte ausiliario                                             | Stratonis              | Tuzla                     |                 |                  |                           | |            |
| forte ausiliario?                                            | Callatis               | Mangalia                  |                 |                  |                           | |            |

## Geografia politica ed economica

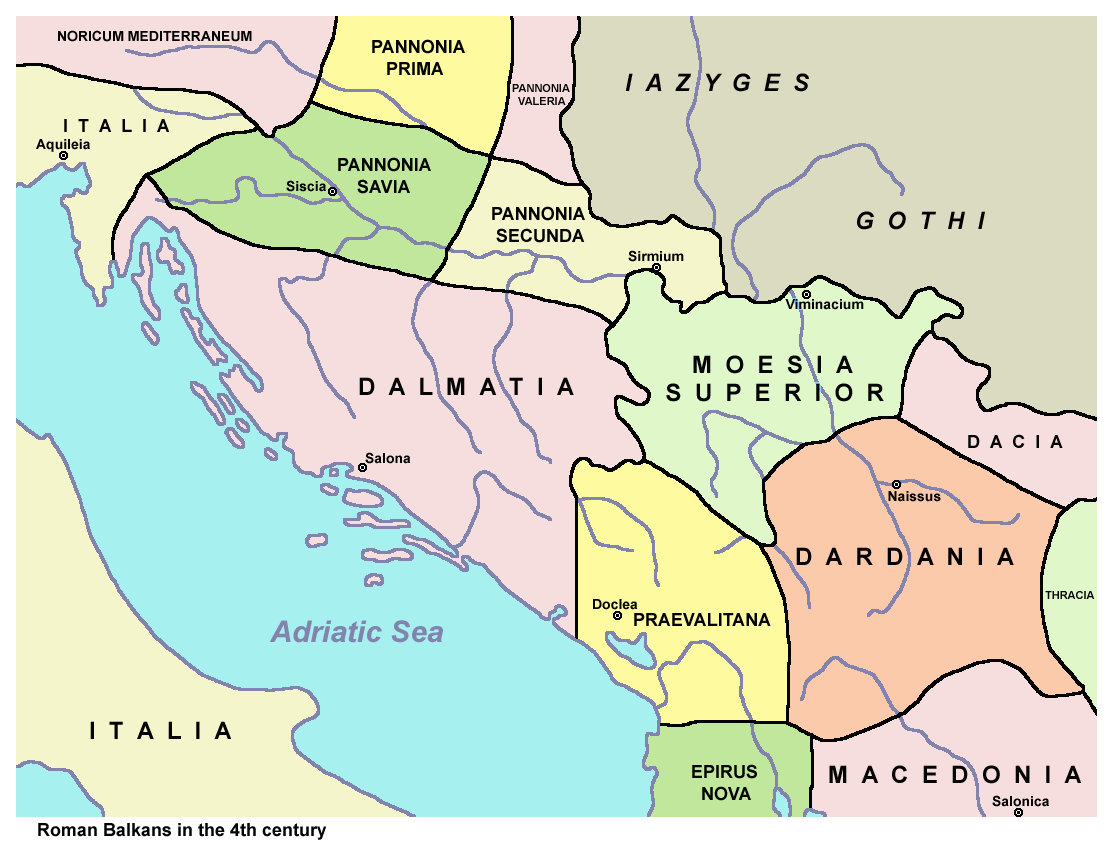

### Principali centri urbani
Al lavoro di urbanizzazione del retroterra bulgaro di Filippo II di Macedonia, succeduta alla presenza di città ellenistiche sulla costa, succedettero i romani che si occuparono della vera e propria urbanizzazione di tutta la regione, in special modo sotto Traiano; furono dapprima stanziati centri militari, poi sviluppati in colonie, e anche centri nati direttamente come città. Lungo il Danubio si contano Ratiaria (Archar), Oescus (Gigen), Novae (Svištov), Durostorum (Silistra), mentre nell'interno Pautalia (Kjustendil), Serdica (Sofia), Deultum (Debelt, presso Burgas), Traianopolis (presso Alessandropoli), Marcianopolis (Devnja), Plotinopolis, Nicopolis ad Istrum (Nikiup presso Tirnovo), Nicopolis ad Nestum (presso Nevrokop), Augusta Traiana (Stara Zagora). Le città greche del Mar Nero conservarono la costituzione ellenica e formarono un koinòn (Tomi, Callati, Odesso, Istropoli, Dionisopoli e Mesembria), Anchialo divenne municipio, mentre nella zona sopravvissero numerosi vici ed emporia, particolarmente sviluppati in una regione prevalentemente rurale. Nel processo di urbanizzazione molti erano gli immigrati dall'Asia e dalla Grecia, in minor numero dalla penisola italica.
Il fiume Cibrus (oggi Zibritza) divideva la regione in due parti, in occidente la Mesia Superior e ad oriente la Mesia Inferior. Le tribù stanziate erano essenzialmente le popolazioni traciche dei Triballi, Mesi, Geti e Scordisci. I principali centri delle due province di Mesia erano:
Moesia Superior
Viminatium, Singidunum (Belgrado), Naissus und Ratiaria (Arčar)
Moesia Inferior
Tomis (Costanza) e Colonia Ulpia Oescus, Novae, Sucidava, Durostorum (Silistra) sul Danubio, Nicopolis ad Istrum, Marcianopoli, Dionysopolis, (Histria), Callatis (Mangalia), Odessos (Varna).

### Rete stradale
Lo sviluppo civile fu favorito dalla rete stradale romana costituita da tre arterie principali:
- la via danubiana che seguiva il corso del Danubio lungo l'intero limes fino alla sua foce e congiungeva le città romane sorte lungo il corso e i punti fortificati, il prolungamento era detta via del Mar Nero che dalla foce del Danubio, seguendo la riva sinistra del Mar Nero, giungeva fino a Costantinopoli;
- la via centrale o diagonale che tagliava il centro della penisola balcanica, da Belgrado a Sofia, fino a Filippopoli, Adrianopoli, Costantinopoli;
- la via meridionale (Via Egnatia) da Durazzo a Costantinopoli, che attraversava la Macedonia e la Tracia meridionale lungo il Mar Egeo.